# Joaquín Muro Antón
Joaquín Muro Antón (Madrid el 8 de junio de 1892 - 1980) fue un arquitecto español. Recibió el título en Madrid en 1916. Entró a formar parte de la Oficina Técnica de Construcción de Escuelas por el Estado español desde su fundación en el año 1920 junto a Antonio Flórez Urdapilleta, Bernardo Giner de los Ríos, Jorge Gallegos, Leopoldo Torres Balbás y el arquitecto José Luis Moreno Benlliure. En tanto fue arquitecto escolar de la provincia de Valladolid, a él se deben los grupos escolares rurales construidos en esa capital durante la Segunda República. 

## Obras

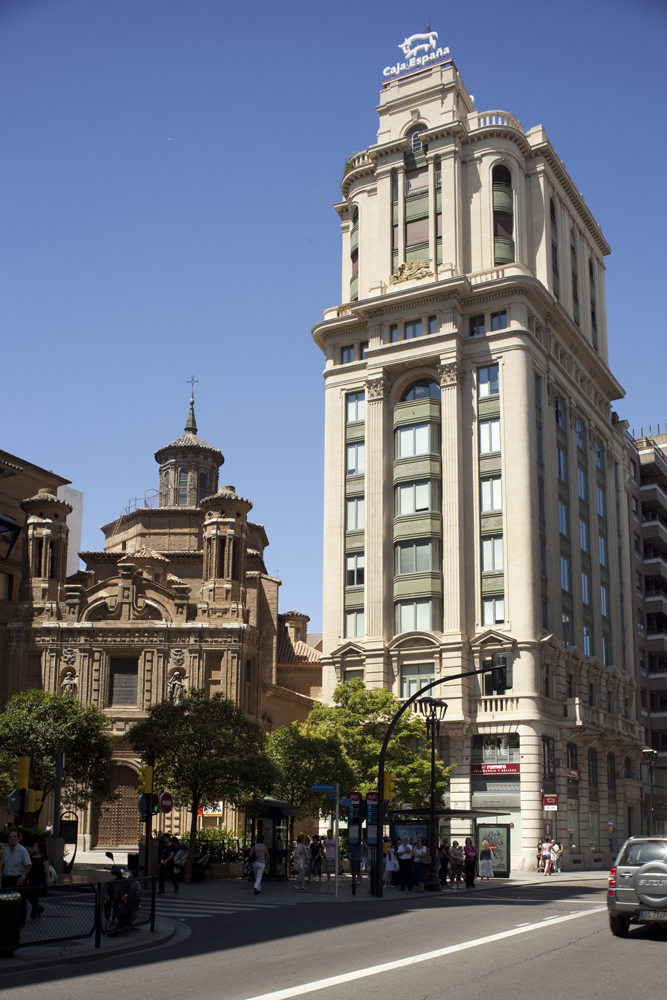
Edificio "La Adriática" en el coso de Zaragoza.

Su vida laboral se centró en la provincia de Valladolid y en Aragón. 
- Grupos escolares en Valladolid: Miguel de Cervantes (1928); Manuel B. Cossío (hoy Ponce de León) (1931); del Barrio de la Victoria, luego Pablo Iglesias (hoy Gonzalo de Córdoba) (1931); de la Plaza de San Nicolás, luego Joaquín Costa (hoy Isabel la Católica) (1932) y Fructuoso García (hoy Grupo Escolar San Fernando) (1932).[2]
- La Escuela Normal de Zamora,[3] proyecto que posteriormente continuaría el arquitecto madrileño Antonio García Sánchez-Blanco.
- Edificio de “La Adriática” proyectado por Joaquín Muro Antón y Trinidad Solesio González en el n.º 34 del coso zaragozano,[4] sus obras se terminaron en 1953. El edificio tiene uso tanto comercial, residencial como de oficinas.
- Ampliación del grupo escolar Lope de Vega, de Giner y Diz, en Valladolid (1941).[2]